# Rubus caesarius
Rubus caesarius är en rosväxtart som beskrevs av David Elliston Allen. Rubus caesarius ingår i släktet rubusar, och familjen rosväxter. Inga underarter finns listade i Catalogue of Life.